# Trassenheide
Trassenheide település Németországban, Mecklenburg-Elő-Pomeránia tartományban. Lakosainak száma 958 fő (2023. december 31.).

## Népesség
A település népességének változása:
| Lakosok száma | 925  | 905  | 942  | 943  | 958  |
|               | 2017 | 2019 | 2021 | 2022 | 2023 |